# Briketa

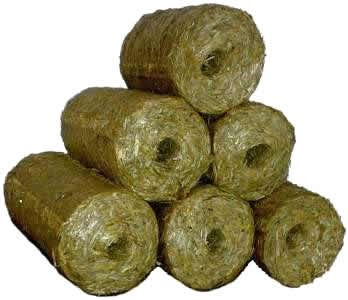
Slaměné brikety

Briketa je mechanicky zhutněný drobný hořlavý materiál, jako je uhelný prach nebo biomasa. Může mít oválný tvar, tvar kvádru (5″ x 2″) či kostky (3″ x 3,5″), formu válečku o různém průměru nebo se může jednat o vejčité těleso (tzv. bulety). Bulety měly váhu 20 gramů až 100 gramů, brikety pro lokomotivy až 10 kg. Tvar brikety je pro samotný proces spalování nepodstatný. Brikety slouží jako tuhé palivo a spalují se obvykle v kamnech či v kotelnách. Brikety z biomasy se stávají populárním ekologickým palivem. Proces samotné výroby se nazývá briketování.

## Historie
V Bavorsku se v důsledku vysokých cen dřeva a uhlí začalo experimentovat s rašelinou jako palivem pro parní lokomotivy. Carl Exter vyvinul v roce 1856 lis pro výrobu briket z rašeliny, na který obdržel 8. ledna 1857 patent. Toto zařízení se s rozvojem těžby lignitu a hnědého uhlí začalo používat na výrobu hnědouhelných briket. Kromě razidlových lisů se používaly lisy válcové.

## Technologie
Brikety z hnědého uhlí se vyráběly technologií bezpojidlového briketování. Technologie briketování s pojidlem (dehtovou smolou) byla používána při výrobě černouhelných briket. Rozemletá smola se přidávala k uhlí v podílu 6–8 %.
Dva nejběžnější způsoby výroby spalitelných briket jsou tyto:
- Hydraulickým briketovacím lisem, tlakem razníku směrem proti komoře naplněné lisovaným materiálem. Jedná se o zhutnění tlakem, tedy pouze mechanické a využívá se zejména při lisování dřevní hmoty o vlhkosti do 12 %.
- Šnekovým briketovacím lisem, tlakem šneku skrze předehřívanou komoru, ve které dochází k uvolňování přirozených pojiv z lisovaného materiálu. Tlakem šneku a následným zchladnutím brikety dochází k získání finální tvrdosti. Tento postup se osvědčuje zejména u slámy, sena a jiných stébelnatin.

## Druhy briket
- dřevěné
- slaměné
- uhelné
- papírové, z drcených kartonů
- polyuretanové
- z energetických rostlin
- z prachů z odsávání – textilní, papírové, MDF a jiné
- z odpadů z výroby cigaret – cigaretové dutinky, tabákový prach
- ze znehodnocených bankovek a cenných papírů